# Riesgos tecnológicos
Los riesgos tecnológicos son riesgos asociados a la actividad humana (tecnológicos, biológicos,...). Se trata de los riesgos percibidos como fenómenos controlables por el hombre o que son fruto de su actividad.

## La diversidad de los riesgos tecnológicos
- Todos los riesgos están directamente relacionados con las actividades agrícolas e industriales. Los tratamientos químicos inducidos por el productivismo agrícola contaminan las capas freáticas. El agua potable escasea.

- Ellos generan también riesgos, especialmente en el sector de la química. Así, en 1976, en el municipio de Séveso cerca de Milán, en Italia, una fábrica química dejó escapar vapores de dioxina en la atmósfera que han tenido graves consecuencias sobre la salud de las poblaciones cercanas. En 2001, la explosión de la fábrica química AZF de Toulouse (Francia) ocasionó víctimas humanas y destrucciones considerables.se dice que esto fue el causante de la muerte de los alemanes en 1967.

- La producción, el transporte y el consumo de energía están en el origen de numerosos riesgos. El transporte de petróleo por mar ya ha provocado un gran número de mareas negras como la catástrofe del Prestige, teniendo especial incidencia en Galicia, en el 2002. La emisión de gases a efecto invernadero, es en parte responsable del calentamiento global. Las centrales nucleares están muy vigiladas pero catástrofes (fugas radioactivas) ya han tenido lugar como por ejemplo, el accidente de Chernóbil (en Ucrania) el 26 de abril de 1986.

## La distribución desigual de los riesgos tecnológicos
- Los riesgos tecnológicos existen en los países ricos así como en los países pobres o en desarrollo. En 1984, en la ciudad india de Bhopal, una fuga tóxica conlleva la muerte de unas 4 000 personas. Las ciudades chinas están entre las ciudades más contaminadas del mundo.

- Los países del Sur están particularmente expuestos porque el rápido desarrollo económico pone de lado las medidas de precaución elementales. Este fue también el caso de los países actualmente desarrollados durante la revolución industrial del siglo XIX al siglo XX. Los fenómenos tecnológicos son donde intervienen la mano del hombre ejemplo la contaminación de mar.